# Кубель
Кубель (ісп. Cubel) — муніципалітет в Іспанії, у складі автономної спільноти Арагон, у провінції Сарагоса. Населення — 192 особи (2010).
Муніципалітет розташований на відстані близько 190 км на північний схід від Мадрида, 90 км на південний захід від Сарагоси.

## Демографія
Динаміка населення (INE ):